# Alejandro Moreno
Alejandro Enrique Moreno Riera (Barquisimeto, 8 de julho de 1979) é um ex-futebolista profissional venezuelano que atuava como atacante. Atualmente é comentarista da ESPN Latino-americana.

## Carreira
Alejandro Moreno fez parte do elenco da Seleção Venezuelana de Futebol da Copa América de 2011.